# Warner Bros. Discovery
Warner Bros. Discovery, Inc. (WBD) är ett amerikanskt medieföretag/konglomerat som bildades genom en sammanslagning av WarnerMedia (som var ett dotterbolag till AT&T) och det börsnoterade Discovery, Inc. som var genomförd den 8 april 2022. Företaget är börsnoterat på Nasdaq i New York och ingår i aktieindexen Nasdaq-100 och S&P 500.
Företaget är moderbolag för steamingtjänsterna HBO Max och Discovery+ vars innehåll påverkades i och med sammanslagningen.
Den 21 maj 2024 lanserade WBD sin nya streamingtjänst, Max, i Sverige. Med den nya tjänsten sammanförs utbudet från HBO Max med Discovery+ och Eurosports separata streamingtjänster.

## Tillgångar och dotterbolag
Warner Bros. Discovery äger en mängd varumärken:
- Warner Bros. (i Warner Bros. ingår New Line Cinema och Turner Entertainment)
- HBO
- DC Comics
- Turner Broadcasting System
- CNN
- Discovery Channel
- TLC
- Cartoon Network
- Warner Bros. Discovery Sports (där ingår Eurosport)
- Warner Bros. Discovery Global Streaming & Interactive Entertainment (där ingår streamingplattformarna HBO Max och Discovery+)
- Warner Bros. Discovery International
  - Warner Bros. Discovery EMEA (regionkontor för Europa och Mellanöstern)